# Kalorieberegner
En kalorieberegner, også kendt som en kalorietæller er en betegnelse for et system (f.eks. en program/app) hvor man kan slå en fødevare eller er måltids indhold af kalorier op. Kalorietælling er et gammelt kendt begreb, hvis man gerne vil opnå et vægttab og derfor bliver ofte brugt i forbindelse med en slankekur, men kalorietælling bruges også i forbindelse med bodybuilding, hvor man ønsker at indtage flere kalorier for at øge muskelmængden. 
| Mad og drikke | Spire Denne artikel om mad og drikke er en spire som bør udbygges. Du er velkommen til at hjælpe Wikipedia ved at udvide den. |